# Daniël de Ridder
Daniël de Ridder, em hebraico, דניאל דה רידר (Amsterdã, 6 de março de 1984), é um ex-futebolista neerlandês.